# Salvador Zimbaldi
Salvador Zimbaldi Filho (Campinas, 5 de junho de 1955) é um político brasileiro, ex-deputado federal, filiado ao Solidariedade (SD). Filho de Salvador Zimbaldi e Idalina dos Santos Zimbaldi, é casado com Ana Maria Fernandes Zimbaldi, com quem têm três filhos, dentre eles o deputado estadual Rafael Zimbaldi.

## Trajetória Política
Salvador Zimbaldi Ingressou na vida pública em 1983, como administrador regional da Prefeitura de Campinas, filiado ao Partido do Movimento Democrático Brasileiro (PMDB), ocupando este cargo até o ano de 1988, ano que se filiou ao recém fundado Partido da Social Democracia Brasileira (PSDB).
Pelo PSDB, se elegeu vereador de Campinas, nas eleições municipais de 1988 recebendo 2.502 votos. Foi primeiro secretário do PSDB de Campinas, por dois mandatos (1991/1992 e 1993/1994). Nas eleições municipais de 1992, é reeleito vereador de Campinas, desta vez recebendo 3.710 votos.
Em 1994 decide se lançar candidato á deputado federal, nas eleições daquele ano, e é eleito recebendo 42.734 votos, renunciando ao cargo de vereador.
Na Câmara do Deputados, foi membro de comissões importantes como: Comissão de Ciência e Tecnologia, Comunicação e Informática e suplente das comissões de Agricultura e Política Rural e de Constituição e Justiça e de Redação. Nas eleições gerais de 1998, foi reeleito deputado federal, com 182.760 votos, sendo o candidato mais bem votado do PSDB de São Paulo naquele pleito.
Em 2003, assume seu terceiro mandato como deputado federal, tendo recebido 199.930 votos, nas eleições de 2002; ainda em 2003 após 15 anos deixa o PSDB e ingressa o Partido Trabalhista Brasileiro (PTB), ficando nesse até 2005, quando visando as eleições de 2006, se filia ao Partido Socialista Brasileiro (PSB), nesse pleito não obtêm o mesmo sucesso de suas eleições anteriores e não consegue se eleger, recebendo 41.141 votos.
Retorna a vida pública nas eleições de 2010, dessa vez filiado ao Partido Democrático Trabalhista (PDT) e se elege, obtendo 42.743 votos.
Em meados de 2013, Salvador Zimbaldi, se filia ao recém criado Partido Republicano da Ordem Social (PROS), e se lança candidato á reeleição para a Câmara dos Deputados nas eleições de 2014, não conseguindo se reeleger, mesmo com a expressiva votação de 65.641 votos.